# Beniaján
Beniaján ist Ortsteil der Stadt Murcia in der Region Murcia in Spanien. Es hatte im Jahr 2015 11.023 Einwohner.
Beniaján ist bekannt für seine Produktion von Zitrusfrüchten, die aus Beniaján in die ganze Welt exportiert werden. Diese ist die wichtigste industrielle Einnahmequelle des Ortes.

## Feste
- San Antón, 17. Januar
- Karneval
- Ostern
- Virgen de Azahar, 1. Mai
- Virgen del Carmen, Patrona de Beniaján, 16. Juli